# Sherlock Holmes - Indagini dal futuro
Sherlock Holmes - Indagini dal futuro (Sherlock Holmes in the 22nd Century) è una serie televisiva a cartoni animati prodotta da DiC Entertainment, Les Studios Tex e Scottish Television Enterprises. È una serie fantascientifica realizzata in un misto di animazione sia 2D che in 3D CGI, ambientata nel futuro che ha per protagonista uno Sherlock Holmes redivivo e le nuove indagini del detective nel XXII secolo.
La serie è andata in onda in America su Fox Kids, nel Regno Unito su Scottish Television ed in Italia in prima visione su Italia 1.

## Trama
La storia si svolge nel XXII secolo nella città di New London. L'ispettrice Beth Lestrade è sulle tracce del malefico genetista Martin Fenwick, quando ad un tratto si rende conto di imbattersi con la mente criminale del professor James Moriarty o meglio del suo clone, visto che questa persona era morta nel XIX secolo. L'ispettore Beth Lestrade sa anche che nelle segrete della polizia di stato della New Scotland Yard, è conservato in una teca di vetro il corpo di Sherlock Holmes, acerrimo nemico di Moriarty. 
Così decide di consegnare il corpo ad un genetista biologo Sir Evan Hargreaves, che ha appena inventato un processo di ringiovanimento cellulare. Dopo poco Sherlock Holmes torna in vita, affiancandosi al lavoro della detective. Il compudroide di Lestrade era stato sempre appassionato delle storie e delle vicende dell'ispettore Sherlock Holmes e decide in piena autonomia di assistere l'investigatore, assumendo il volto, la voce e il ruolo del suo vecchio amico Watson: il loro motto è risolvere gli enigmi e combattere il crimine nella nuova Londra.

## Doppiaggio
| Personaggio                   | Doppiatore originale | Doppiatore italiano |
| ----------------------------- | -------------------- | ------------------- |
| Sherlock Holmes               | Jason Gray-Stanford  | Giorgio Bonino      |
| Dottor Watson                 | John Payne           | Mario Scarabelli    |
| Ispettrice Elizabeth Lestrade | Akiko Morison        | Sonia Mazza         |
| Professor Moriarty            | Richard Newman       | Sergio Romanò       |
| Wiggins                       | Viv Leacock          | Simone D'Andrea     |
| Deidre                        | Jennifer Copping     | Jasmine Laurenti    |
| Martin Fenwick                | Ian James Corlett    | Oliviero Corbetta   |
| Isp. capo Charles Greyson     | William Samples      | Enrico Bertorelli   |

## Episodi

### Prima stagione (1999–2000)
| nº | Titolo originale                        | Titolo italiano                         | Racconto su cui si basa            | Prima TV USA      | Prima TV Italia  |
| -- | --------------------------------------- | --------------------------------------- | ---------------------------------- | ----------------- | ---------------- |
| 1  | The Fall and Rise of Sherlock Holmes    | La caduta e l'ascesa di Sherlock Holmes | L'ultima avventura                 | 18 settembre 1999 | 6 settembre 2003 |
| 2  | The Crime Machine                       | La macchina del crimine                 | La valle della paura               | 25 settembre 1999 |                  |
| 3  | The Hounds of the Baskervilles          | Un mistero da svelare                   | Il mastino dei Baskerville         | 2 ottobre 1999    |                  |
| 4  | The Adventure of the Empty House        | L'uomo di ghiaccio                      | L'avventura della casa vuota       | 9 ottobre 1999    |                  |
| 5  | The Crooked Man                         | Uno strano esperimento                  | Il caso dell'uomo deforme          | 16 ottobre 1999   |                  |
| 6  | The Adventure of the Deranged Detective | Un cambiamento improvviso               | L'avventura del detective morente  | 23 ottobre 1999   |                  |
| 7  | The Adventure of the Sussex Vampire Lot | Avventura informatica                   | L'avventura del vampiro del Sussex | 30 ottobre 1999   |                  |
| 8  | The Scales of Justice                   | Le scaglie del serpente                 | L'avventura della banda maculata   | 6 novembre 1999   | 4 ottobre 2003   |
| 9  | The Resident Patient                    | Il medico                               | Il paziente interno                | 13 novembre 1999  |                  |
| 10 | The Sign of Four                        | Il tesoro nascosto                      | Il segno dei quattro               | 20 novembre 1999  |                  |
| 11 | The Adventure of the Dancing Men        | Il codice segreto                       | L'avventura degli omini danzanti   | 27 novembre 1999  |                  |
| 12 | The Musgrave Ritual                     | La spada                                | Il cerimoniale dei Musgrave        | 4 dicembre 1999   |                  |
| 13 | The Adventure of the Blue Carbuncle     | Il pupazzo di Natale                    | L'avventura del carbonchio azzurro | 11 dicembre 1999  |                  |
| 14 | Silver Blaze                            | L'astronave super veloce                | Silver Blaze                       | 31 gennaio 2000   |                  |
| 15 | The Five Orange Pips                    | I cinque semi d'arancia                 | I cinque semi d'arancio            | 7 febbraio 2000   | 25 ottobre 2003  |
| 16 | The Red-Headed League                   | La lega dei capelli rossi               | La Lega dei Capelli Rossi          | 14 febbraio 2000  |                  |
| 17 | The Man with the Twisted Lip            | L'identità misteriosa                   | L'uomo dal labbro spaccato         | 21 febbraio 2000  |                  |

### Seconda stagione (2001)
| nº | Titolo originale                      | Titolo italiano              | Racconto su cui si basa                | Prima TV USA   | Prima TV Italia |
| -- | ------------------------------------- | ---------------------------- | -------------------------------------- | -------------- | --------------- |
| 1  | The Secret Safe                       | La cassaforte segreta        | L'ultimo saluto di Sherlock Holmes     | 31 marzo 2001  |                 |
| 2  | The Adventure of the Second Stain     | Il disco scomparso           | L'avventura della seconda macchia      | 21 aprile 2001 |                 |
| 3  | The Adventure of the Engineer's Thumb | La furbizia                  | L'avventura del pollice dell'ingegnere | 28 aprile 2001 |                 |
| 4  | The Gloria Scott                      | Indagando nello spazio       | Il mistero della Gloria Scott          | 12 maggio 2001 |                 |
| 5  | The Adventure of the Six Napoleons    | Il mistero dei cristalli     | L'avventura dei sei Napoleoni          | 19 maggio 2001 |                 |
| 6  | The Adventure of the Creeping Man     | Il mistero dell'uomo gorilla | L'avventura dell'uomo carponi          | 26 maggio 2001 |                 |
| 7  | The Adventure of the Beryl Board      | Il furto                     | L'avventura del diadema di berilli     | 23 giugno 2001 |                 |
| 8  | The Adventure of the Mazarin Chip     | Il microchip                 | L'avventura della Pietra di Mazarino   | 30 giugno 2001 |                 |
| 9  | A Case of Identity                    | Il genio del computer        | Un caso di identità                    | 21 luglio 2001 |                 |